# 이주·이광정 묘 및 신도비
이주·이광정 묘 및 신도비(李澍·李光庭 墓 및 神道碑)는 대한민국 경기도 파주시 조리읍 뇌조리에 있다. 조선중기 이조판서를 역임하고 청백리에 녹선된 이광정과 영의정에 추증된 그의 부친 이주의 묘와 신도비이다. 2001년 12월 21일 파주시의 향토문화유산 제12호로 지정되었다.

## 개요
이주(李澍, 1534~1584)는 조선 중기의 문신으로 자는 언림(彦霖), 호는 분봉(盆峯), 본관은 연안(延安)이다. 명종 13년(1558) 진사시에 합격하여 성균관에 들어갔으며 선조 6년(1573) 권지정자에 보임되고 곧이어 경성판관에 특배되었으며 1583년 사간원정언에 이르렀다. 1584년 형조정랑으로 있다가 그해 겨울 가산군수로 나아가 백성들을 널리 아껴 그 덕을 칭송하는 이가 많았다 한다. 강직한 성품으로 예법에 따라 처신하여 평소 생활에도 반드시 갓을 쓰고 띠를 하고 있었고 아무리 더운 날에도 옷매무새가 느슨하지 않을 정도였다. 사후 아들 광정이 재상에 올라 영의정에 추증되고 연녕부원군(延寧府院君)에 봉해졌으며 시호는 정목(靖穆)이다. 이광정(李光庭, 1552~1627)은 조선 중기의 문신으로 자는 덕휘(德輝), 호는 해고(海皐), 본관은 연안(延安)이며 이주의 아들이다. 선조 6년(1573) 진사시에 합격하고 1590년 동몽교관으로 증광문과에 병과로 급제하였다. 임진왜란이 일어나자 의주로 선조를 호종하였고 1599년 호조·공조판서를 거쳐 한성부윤이 되었으며 1601년에는 지중추부사로서 청백리에 녹훈되었다. 1604년에 호성공신 2등에 책록되어 연원군(延原君) 그 뒤 보국숭록대부에 올라 연원부원군에 가봉되었다. 1623년 인조반정 후 공조·형조의 판서를 거쳐 인조 4년(1626) 개성유수가 되고 1627년 정묘호란이 일어나자 왕을 호종하여 강화도로 들어갔다가 그 곳에서 수토병이라는 전염병으로 사망하였다. 
이주·이광정 묘는 약 10여 미터 간격을 두고 한 구역에 위치하고있다. 이주 묘역에는 원형봉분 1기, 묘비 2기, 문인석 2기, 망주석2기, 상석, 향로석 등으로 조성되어 있다. 이주 묘의 바로 아래에 조성된 이광정 묘역에는 원형 봉분 2기와 묘비, 동자석 2기, 문인석 2기, 망주석 2기, 상석, 향로석 등이 배치되어 있다. 
묘역 아래별도의 비각을 건립해 신도비를 안치하였는데 이주·이광정 신도비 모두 이수부에 반룡 두 마리가 여의주를 놓고 다투는 형상을 정교하게 조각하였다. 이주 신도비의 비문은 정경세(鄭經世)가 짓고 이현(李絃)이 썼으며 인조 14년(1636)에 세운 이광정 신도비는 이기징(李箕徵)이 짓고 이한(李澣)이 썼다.

## 같이 보기
- 이광정